# Кушнарьова Ганна Борисівна
Ганна Борисівна Кушнарьо́ва (нар. 15 лютого 1890 — пом. 21 січня 1962, Київ) — українська театральна актриса.

## Біографія
Народилася 3 [15] лютого 1890 року. Протягом 1904–1913 років працювала у трупах Дмитра Гайдамаки, Трохима Колісниченка, 1915 року — у Руському народному театрі Товариства «Українська бесіда» у Львові, протягом 1917–1938 років — у театрах Воронежа, Умані, Харкова, у 1938–1949 роках — в Кривому Розі.
Померла в Києві 21 січня 1962 року.

## Ролі
- Маруся, Аза («Маруся Богуславка», «Циганка Аза» Михайла Старицького);
- Наталя («Лимерівна» Панаса Мирного);
- Марія Тарасівна («Платон Кречет» Олександра Корнійчука);
- Гурмижська («Ліс» Олександра Островського).